# یک ملکه و رزمندگان
یک شهبانو و جنگاوران (انگلیسی: An Empress and the Warriors) فیلمی در ژانر درام است که در سال ۲۰۰۸ منتشر شد. از بازیگران آن می‌توان به دانی ین اشاره کرد.

## داستان فیلم
داستان فیلم در دوران چین باستان اتفاق می‌افتد. زمانی که چین به حکومت های فئودالی رقیب تقسیم می‌شود. ایالت ین تحت هجوم ژائو قرار دارد. شهبانو ین فئی به جای پدر خود که در جنگ زخمی شده و توسط یکی از سرداران خیانتکار خود که برادر زاده اوست کشته می‌شود به تخت می‌نشیند. این سردار خیانتکار قصد جان شهبانو را می کند اما شهبانو که توسط دوست خود و پدرش که از سرداران جنگی می باشد و نام او مورانگ ژوهو است با مهارت های رزمی آشنا شده، گریخته و توسط شخص مرموزی بنام دان لانکوان نجات می یابد. این فرد تا بهبودی شاهزاده خانم از وی مراقبت می‌کند و شاهزاده دوباره به ین باز می‌گردد و با کمک مورانگ ژوهو بر دشمنان فائق شده سردار خیانت کار را کشته و به صلح با دیگر حکومت ها دست می‌یابد.